# Kolnica Nowa
Kolnica Nowa – osada w Polsce położona w województwie podlaskim, w powiecie augustowskim, w gminie Augustów.
W latach 1975–1998 miejscowość administracyjnie należała do województwa suwalskiego.
Przed 2023 r. miejscowość nosiła nazwę Kolnica, nazywano ją także Kolnica BSD. 